# کلاه‌خود کورینتیان

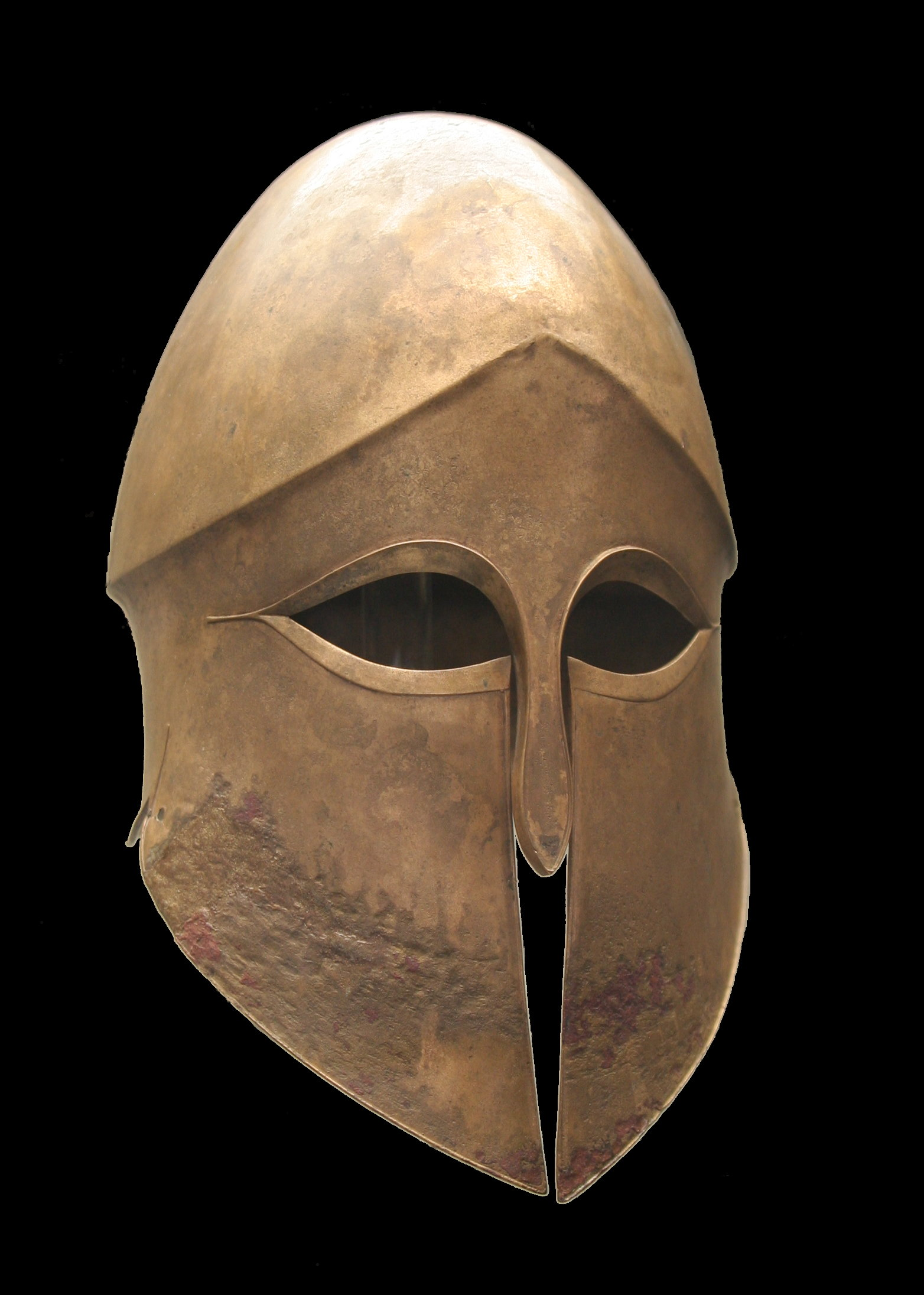
کلاه برنزی کورینتیان، ح. ۵۰۰ قبل از میلاد

کلاه‌خود کورینتیان یا کلاهخود کورینتی نوعی کلاه نظامی در یونان باستان بود که نام خود را از دولت-شهر کورینت گرفته‌است. این کلاه‌خود که از برنز ساخته می‌شد، در انواع متأخر آن تمام سر و گردن را می‌پوشاند و شکاف‌هایی برای چشم و دهان داشت. یک برآمدگی منحنی بزرگ هم از پشت گردن محافظت می‌کرد.
در خارج از جنگ، یک هوپلیت یونانی برای راحتی کلاه خود را که نوک آن به سمت بالا است، بر سر می‌گذاشت. این عمل باعث ایجاد تغییراتی در ظاهر و کارکرد این نوع کلاه در ایتالیای امروزی شد، در آن دوره شکاف‌های کلاه را تقریباً می‌بستند، زیرا دیگر کسی از این کلاه خود برای جنگ استفاده نمی‌کرد و آن روی صورتش نمی‌کشید و عموماً افراد فقط موی خودشان را با آن می‌پوشانیدند. اگرچه کلاه‌خود کلاسیک کورینتی در میان یونانیان از مُد افتاد و انواع جادارتر باب میل گردید، اما انواع کلاه‌های ایتالیایی-کورینتی تا قرن اول بعد از میلاد، همچنان مورد اقبال مردم بود و از آن جمله، توسط نظامیان در ارتش روم مورد استفاده قرار می‌گرفت.

## شواهد فیزیکی

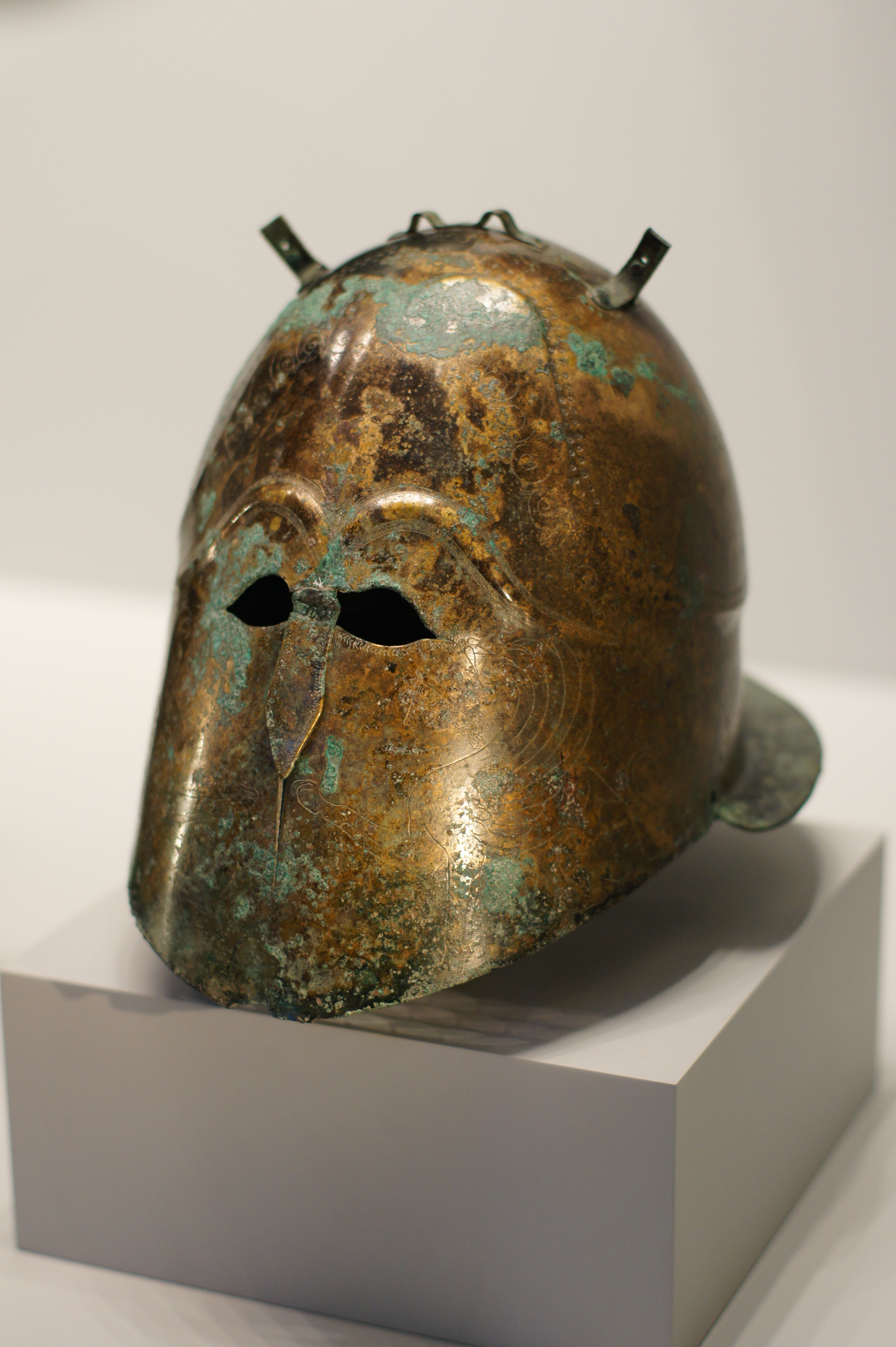
کلاه‌خود ایتالیایی-کورینتی، گتی ویلا

ظاهراً (قضاوت بر اساس شواهد هنر و باستان‌شناسی) محبوب‌ترین کلاه‌های نظامی در دوره‌های کهن و اولیه کلاسیک، انواع کلاه‌هایی بودند که فضای بازتری داشتند، از قبیل کلاه‌خود تراکی، کلاه کلسیدین و از همه ساده‌تر پیلوس، که تولید آن ارزان‌تر بود و فردی که آن را به سر می‌گذاشت در چشم‌انداز و شنوایی دچار محدودیت نمی‌شد؛ که این برخلاف ویژگی‌های کلاه‌خود کورینتیان بود. نمونه‌های متعددی از کلاه‌های کورینتی کشف شده و اغلب در سفال‌های یونان باستان تصویر آن پیداست.

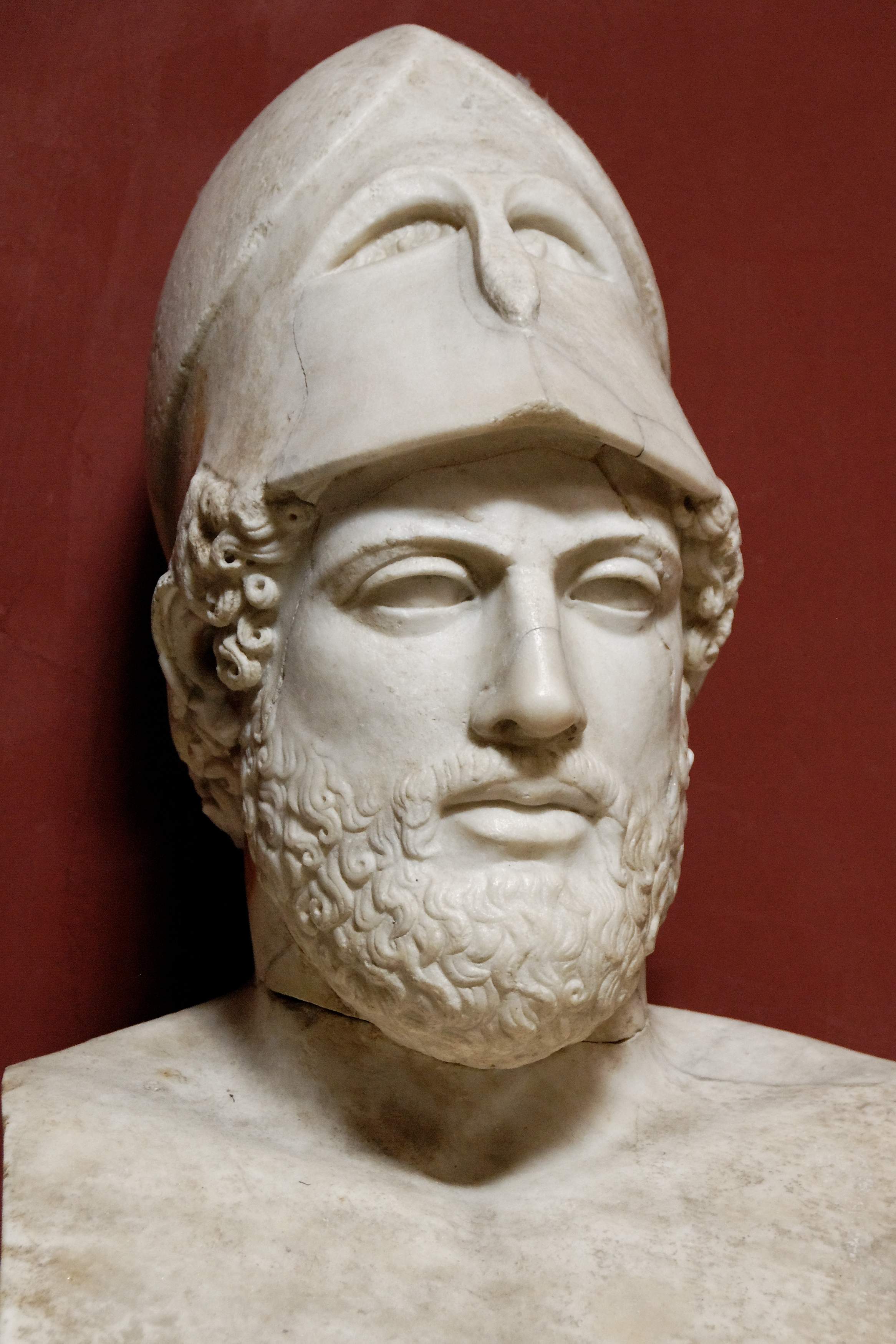
نیم‌تنه پریکلس با کلاه کورینتی، کپی رومی که از روی نسخه اصلی یونانی ساخته شده. متعلق به حدود ۴۳۰ قبل از میلاد

کلاه کورینتی بیش از هر کلاه دیگری بر روی مجسمه‌ها به تصویر کشیده شد. به نظر می‌رسد یونانی‌ها آن را به شکلی رمانتیک، با شکوه و گذشتهٔ خود مرتبط می‌دانستند. رومی‌ها نیز از نسخه‌های اصلی یونانی گرفته تا مجسمه‌های خودشان، به این نوع کلاه احترام می‌گذاشتند. بر اساس شواهد تصویری پراکنده، ارتش جمهوری روم در ایتالیای کنونی، در کلاه کورینتی تغییراتی داد و سبکی از آن را برای سوارکارانش برگزید که به نام کلاه‌خودهای ایتالو-کورینتی، اتروسکو-کورینتی یا آپولو-کورینتی خوانده می‌شوند. این نوع کلاهخودها بیشتر جنبه زینتی داشتند و از کارکرد نظامی آن صرف نظر شده‌بود. با توجه به تخصیص بسیاری از الهام‌گیری‌های رومی‌ها از ایده‌های یونان باستان، این تغییر احتمالاً الهام گرفته از موقعیت «بر روی پیشانی» رایج در هنر و پیکره‌تراشی یونانی بود. این کلاه تا قرن اول بعد از میلاد مورد استفاده قرار گرفت.

## شواهد ادبی
هرودوت در تاریخ خود از کلاه کورینتی یاد می‌کند که ماکلی‌ها و آئوس‌ها، دو قبیله ساکن در کنار رودخانه تریتون در لیبی باستان (بخشی از لیبی باستانی که او توصیف می‌کند به احتمال زیاد در تونس امروزی است) از آن بهره می‌بردند. این قبایل سالانه دو گروه از زیباترین دوشیزگان را انتخاب می‌کردند که با چوب و سنگ با یکدیگر می‌جنگیدند. آن‌ها زیباترین دوشیزه را انتخاب می‌کردند که لباس یونانی با کلاه کورینتی بپوشد. این مبارزه آیینی بخشی از جشنواره بزرگداشت الهه باکره آتنا بود. (تاریخ، ۴٫۱۸۰).

## بیشتر خواندن
- Lendon, J.E. , Soldiers and Ghosts, A History of Battle in Classical Antiquity (2005)